# 上西博昭
上西 博昭（うえにし ひろあき、1951年4月22日 - ）は、三重県出身のプロゴルファー、第41回選抜高等学校野球大会の優勝投手。現姓名は上西 紘暉 。

## 来歴

### 高校時代
三重高等学校ではエース、五番打者として甲子園に3回出場している。2年生の時、1968年の夏の選手権に出場。2回戦（初戦）は延岡商を7-4で降す。3回戦では松山商の井上明らと投げ合い6-3と快勝。続く準々決勝は興国高の丸山朗に抑えられ1-5で敗退した。
翌1969年の春の選抜にも出場。1回戦（開幕第一試合）で向陽高を6安打に抑え3-1で勝利し波に乗る。2回戦の平安高との対戦では、伊藤隆司（中京大－電電東海）のリリーフを仰いだが6-2で退ける。準々決勝は尼崎西高を相手に、自ら三塁打を含む2安打を放ち、9三振を奪い4-3で辛勝。準決勝は浪商の上田芳央に投げ勝ち2-0と完封勝利。この試合では自らも3安打し6回の追加点を導いた。決勝では堀越高の左腕エース但田裕介から初回に4点を奪い、その後も堀越の3投手に合計17安打を浴びせ12得点。堀越打線を4安打に抑えて完封勝利を飾り、大会初優勝を果たした。この大会では5試合を被安打26、自責点5で終えている。
同年夏は三岐大会決勝で、鍛治舎巧を四番打者に据えた県岐阜商を破り、2年連続の夏の甲子園出場を決めた。春夏連覇を狙った夏の選手権は1回戦で広陵高と対戦。2年生エースの佐伯和司を序盤から打ち込み、上西も6回表に2点本塁打を放つなど、8回表終了時に5-1とリードした。だが8回裏に広陵高が猛攻、味方の2失策もあり7失点の大崩れ。9回に2点を返したが7-8で初戦敗退を喫した。8月末からは全日本高校選抜の一員としてブラジル・ペルー・アメリカ遠征に参加する。

### その後
同年11月、プロ野球ドラフト会議で阪神タイガースから4位指名を受ける。春の選抜の決勝の相手投手である堀越高の但田も阪神から3位指名を受けた。但田は入団を快諾したのに対し、上西は指名を拒否、中京大学に進学した。愛知大学野球リーグでは5回の優勝を経験。大学同期に外野手の生田啓一がいた。
中京大学卒業後はプロゴルファーとなり、現在は愛知県日進市に在住し、東名古屋カントリークラブに所属する。